# Светих петнаест мученика
Светих петнаест мученика су хришћански светитељи и мученици, пострадали су током прогона хришћана 363. године у Тивериопољу (Струмица), за време владавине цара Јулијана .
Православна црква прославља светих петнаест мученика 28. новембра.

## Историја
Свети мученици, су живели и страдали у 4. веку, када је цар у Цариграду био Јулијан Преступник (361. – 363.). 
Било је предвиђено да њих 16 буду посечени, али један од њих – епископ Тимотеј Тивериопољски – није то дочекао, јер је подлегао мучењима. Заменио га је мирјанин Етимасије. Епископи Тимотеј и Теодор Никејски, су били учесници Првог васељенског сабора 325. године. Свештеници Петар, Јован, Сергије, Теодор и Никифор, ђакони Василије и Тома, монаси Јеротеј, Данило, Харитон, Сократ, Комасије и Јевсевије су погубљени 28. новембра 362. године. Неки од њих су успели да се сакрију од гонитељ, бежећи из града. Након прогона су наставиле да проповедају Јеванђеље на овом простору.
Главни историјски извор о њиховом страдању је биографија коју је написао византијски писац с почетка 12. века Теофилакт Охридски. Према његовим подацима, за мученике је сачињено славословље, а служба су служили свештеници ученици светог Климента Охридског.

## Реликвије
Сахранили су их локални хришћани у каменим саркофазима, на којима су исписана њихова имена. Њихов култ се развио у Тивериопољу, али је потом град разорен током ратова и напуштен, а сећање на мученичке гробове остало је у локалним легендама.
За време најезде Османлија, брегалничка црква је уништена, а мошти изгубљене. Од осталих раније у Струмици, тамо је сачуван само остатак рукописа приписаних свештенику Петру. Током Балканских ратова 1913. године рукопису се однели Грци у Кукуш, и тамо су Тивериопољски мученици проглашени за покровитеље овог града. 
И Струмчани их имају за покровитеље свог града. На месту њиховог погубљења подигнут је савремени храм, који је наследник неколико старијих храмова.

## Имена
Епископ Тимотеј због старости није могао да издржи мучења и врло брзо је умро, па га је заменио епископ Етимасије. То су били:
- Теодор, епископ Никејски, учествовао је на Првом васељенском сабору

- Тимотеј, епископ Никејски, тивериопољски
- Теодор, свештеник тивериопољски
- Никифор, свештеник тивериопољски
- Јован, свештеник тивериопољски
- Петар, свештеник тивериопољски
- Сергије, свештеник тивериопољски
- Тома, ђакон из Тивериопоља
- Василије, ђакон из Тивериопоља
- Комасије, монах никејски
- Јевсевије, монах никејски
- Данило, монах из Тивериопоља
- Сократ, монах из Тивериопоља
- Харитон, монах из Тивериопоља
- Јеротеј, монах из Тивериопоља
- Преподобномученик (лаик) из Тивериопоља